# Chazelles-sur-Lavieu
Chazelles-sur-Lavieu è un comune francese di 252 abitanti situato nel dipartimento della Loira della regione dell'Alvernia-Rodano-Alpi.

## Società

### Evoluzione demografica
Abitanti censiti